# Polythelais
Polythelais is een geslacht van haften (Ephemeroptera) uit de familie Leptophlebiidae.

## Soorten
Het geslacht Polythelais omvat de volgende soorten:
- Polythelais digitata